# Rosalba Carriera

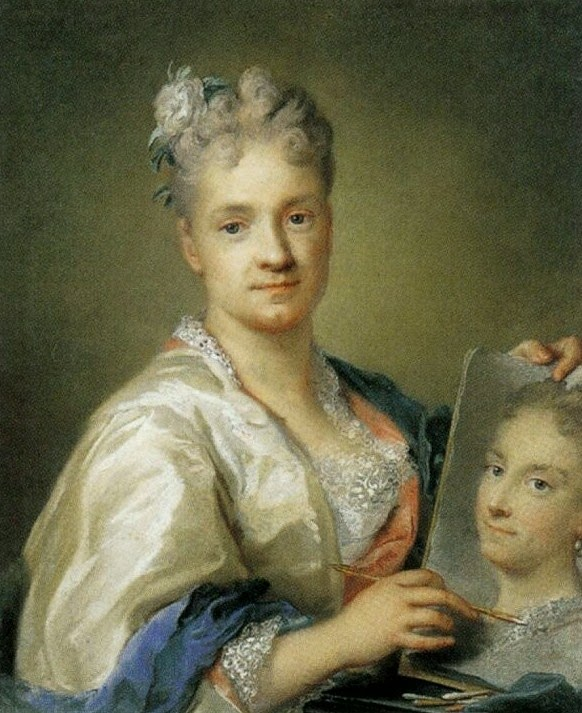
Rosalba Carriera, Selbstporträt 1715

Rosalba Carriera (* 7. Oktober 1675 in Venedig; † 15. April 1757 ebenda) war eine italienische Malerin. Sie ist für ihre innovative Herangehensweise an Pastelle bekannt; ihr wird die Popularisierung ihrer Verwendung als Medium für ernsthafte Porträtmalerei zugeschrieben.

## Leben
Geboren wurde das auf den Namen Rosalba getaufte Mädchen in der Gemeinde San Basegio am damaligen Westrand des südwestlichen Stadtteils Venedigs, in Dorsoduro. Das Talent von Rosalba Carriera wurde in jungen Jahren von ihrem Vater Andrea Carriera entdeckt und gefördert. Ihr erster Lehrer war Giuseppe Diamantini. Sie studierte an der römischen Accademia di San Luca und dann bei Antonio Balestra in Venedig. Der Maler Christian Cole, der ihre Werke in Rom bekanntmachte, riet ihr, von Ölfarben zu Pastellstiften zu wechseln, mit denen sie zu ihrem Stil fand. In jungen Jahren schuf sie hauptsächlich Werke der Miniaturmalerei, später mehr und mehr der Pastellmalerei. Sie malte hauptsächlich Halbfiguren, Christusköpfe, Marien sowie mythologische und allegorische Gestalten. Gefeiert und bewundert bereiste sie Europa und war ein gern gesehener Gast an vielen Höfen. 1720/21 war sie in Paris, 1723 in Modena, 1730 in Wien.
Nach dem Tod ihrer Schwester Giovanna († 1737) und ein Jahr später deren Mutter war Carriera so verzweifelt, dass sie nicht mehr arbeiten konnte und erst mühsam überredet werden musste, wieder Aufträge anzunehmen. Ein Augenleiden machte sich zudem immer mehr bemerkbar; das Malen wurde immer beschwerlicher. Trotz einiger schmerzhafter Augenoperationen erblindete die Malerin 1746. Umsorgt von der einzig überlebenden Schwester Angela lebte Carriera noch elf Jahre – nicht dem Wahnsinn verfallen, wie vielfach behauptet wird, sondern nach eigenen Worten in „dunkelster schwärzester Nacht“. Rosalba Carriera starb am 15. April 1757 erblindet und in tiefer Schwermut in Venedig.
Ihre Werke finden sich in Dresden, Venedig, Wien, München (Alte Pinakothek) und Paris. Sie sind im Geist des Rokoko geschaffen und zeichnen sich durch ihre Weichheit der Farbgebung und durch große Anmut aus. Die Pastellbilder der Malerin sind zuerst im Catalogue 1765 verzeichnet.

## Werke

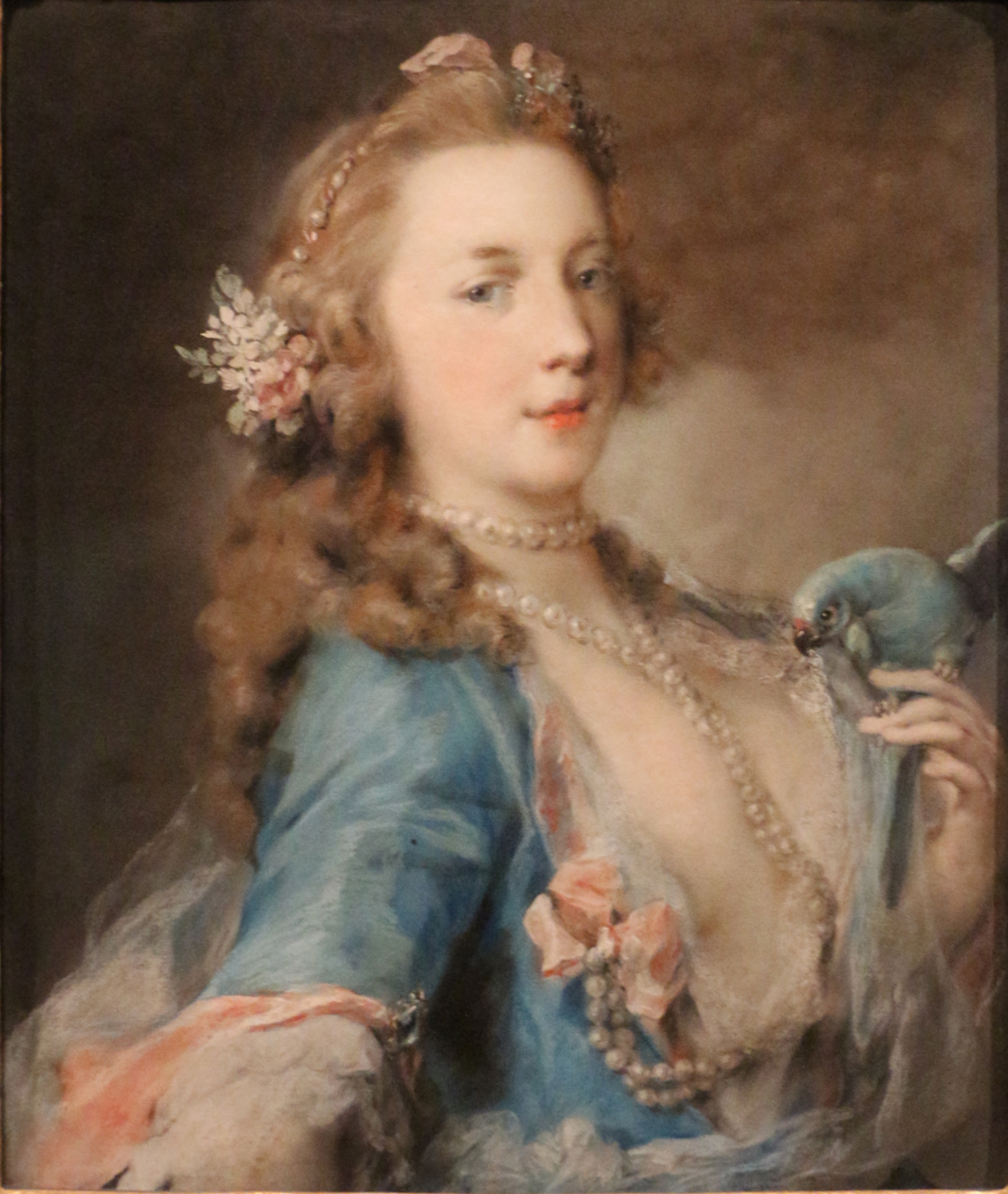
Mädchen mit Papagei, ca. 1730 (Art Institute of Chicago)

### Malerei
Pastellbilder in der Dresdner Gemäldegalerie (Auswahl):
- Selbstbildnis als „Der Winter“. 1731
- Kurprinz Friedrich Christian von Sachsen. 1739
- Die Gräfin Anna Karolina Orzelska
- Die Gräfin Ursula Katharina Lubomirska
- Die Sängerin Faustina Hasse-Bordoni
- Ein venezianischer Prokurator
- Graf von Villiers
- Maria Josepha von Österreich. Um 1720
- Ludwig XV. von Frankreich als Dauphin. 1720/21
- Kaiserin Wilhelmine Amalie. 1730
- Der Dichter Pietro Metastasio. 1730
- Eine Venezianerin aus dem Hause Barbarigo. Um 1735–1740
- Prinzessin Benedetta Ernestina Maria von Modena. 1723
- Prinzessin Enrichetta Anna Sofia von Modena. 1723
- Prinzessin Anna Amalia Giuseppa von Modena. 1723
- Der Abbé Sartorius (Sartori), Bruder der venezianischen Malerin Felicitá Sartori
- Die Fürstin Lucrezia Mocenigo, geb. Carrara (oder Cornaro)
- Die Tänzerin Barbara Campanini, genannt Barbarina. Kurz vor 1739

In anderen Sammlungen:
- Bildnis des Antoine Watteau, 1721, Pastell, Treviso, Museo Civico
- Bildnis des Kardinals Melchior de Polignac, 1732, Pastel, 57 × 46 cm, Venedig, Gallerie dell’Accademia
- Venus mit zwei Putten, um 1730, Pastell auf Papier, 70 × 54 cm
- Selbstbildnis, 1745, Venedig, Gallerie dell’Accademia
- Bildnis des Lord St. Georg, München, Alte Pinakothek

## Galerie

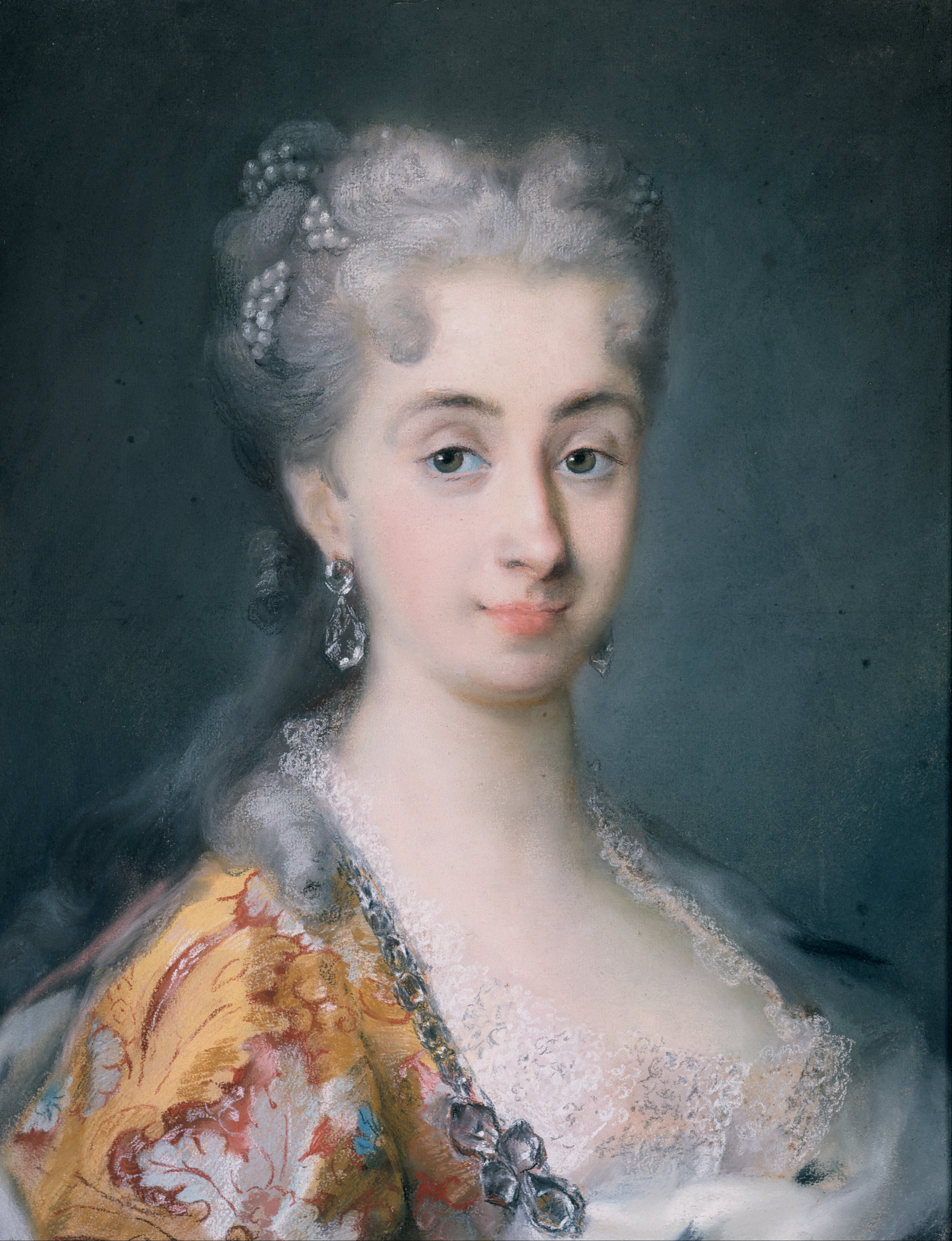
Pisana Mocenigo, geb. Corner (oder Cornaro), ca. 1715-1720 (?; Gemäldegalerie Dresden)
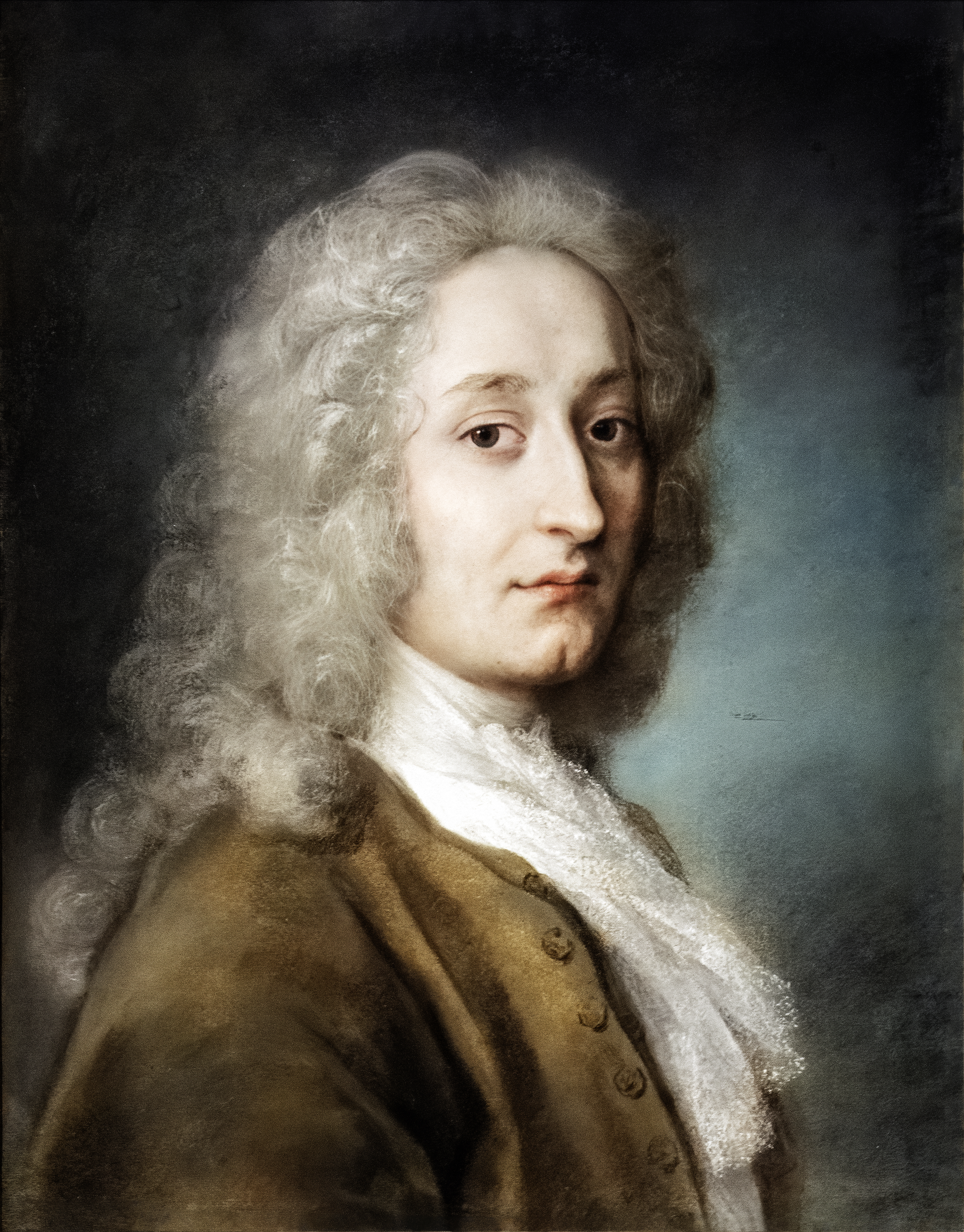
Antoine Watteau, 1721 (Museo Civico Luigi Bailo, Treviso)
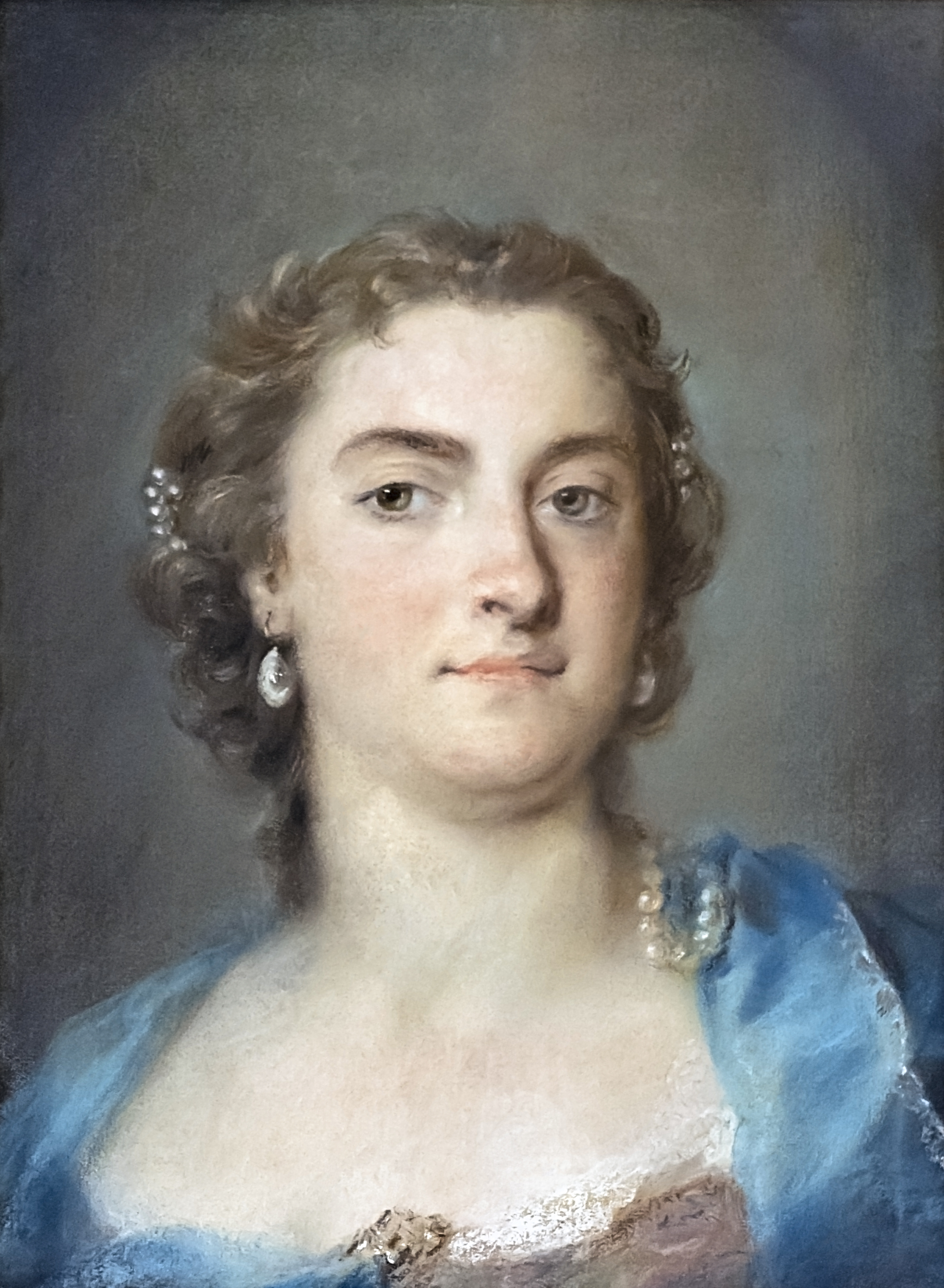
Faustina Bordoni, 1730er Jahre, (Ca’ Rezzonico, Venedig)
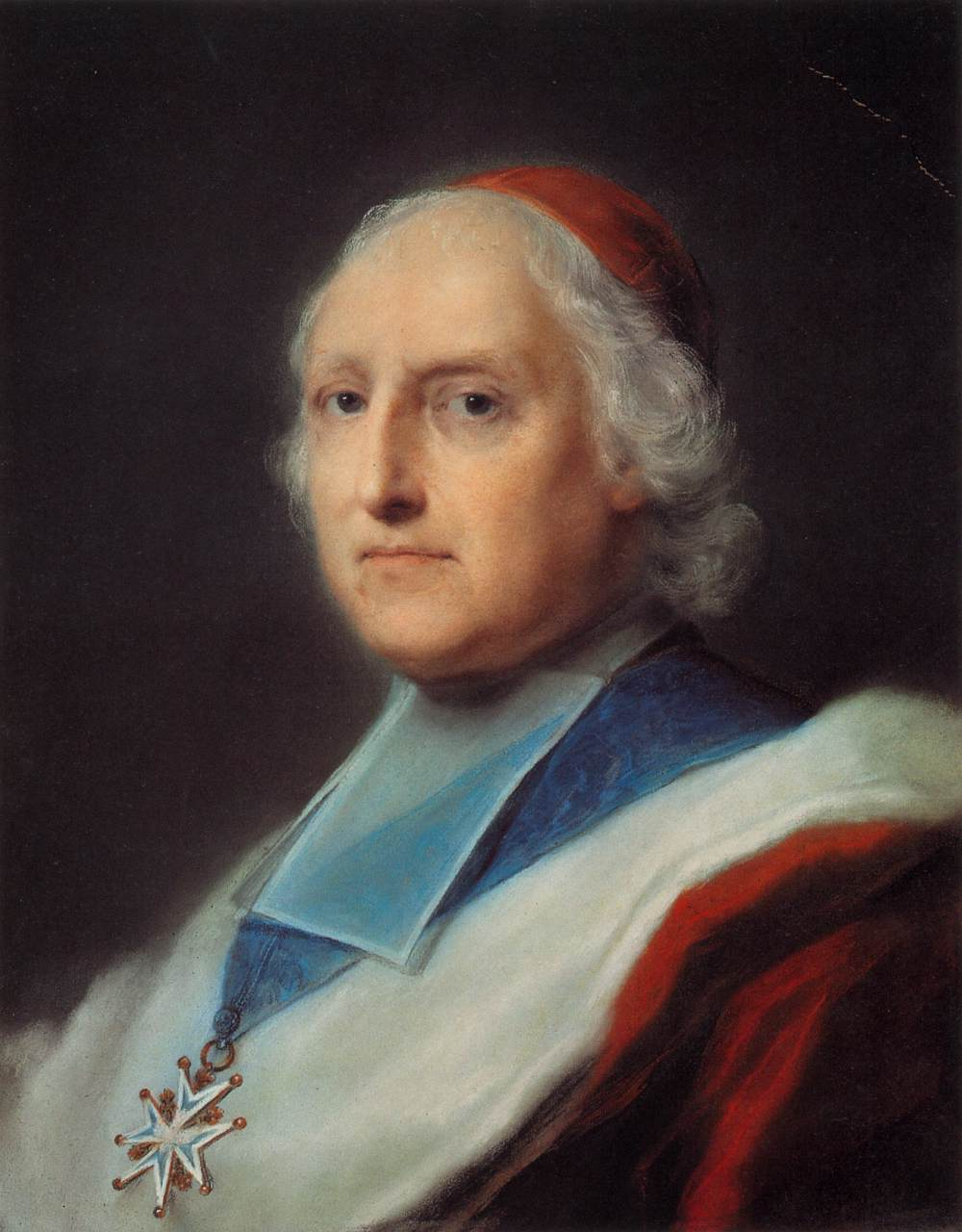
Melchior de Polignac, 1732 (Gallerie dell’Accademia, Venedig)
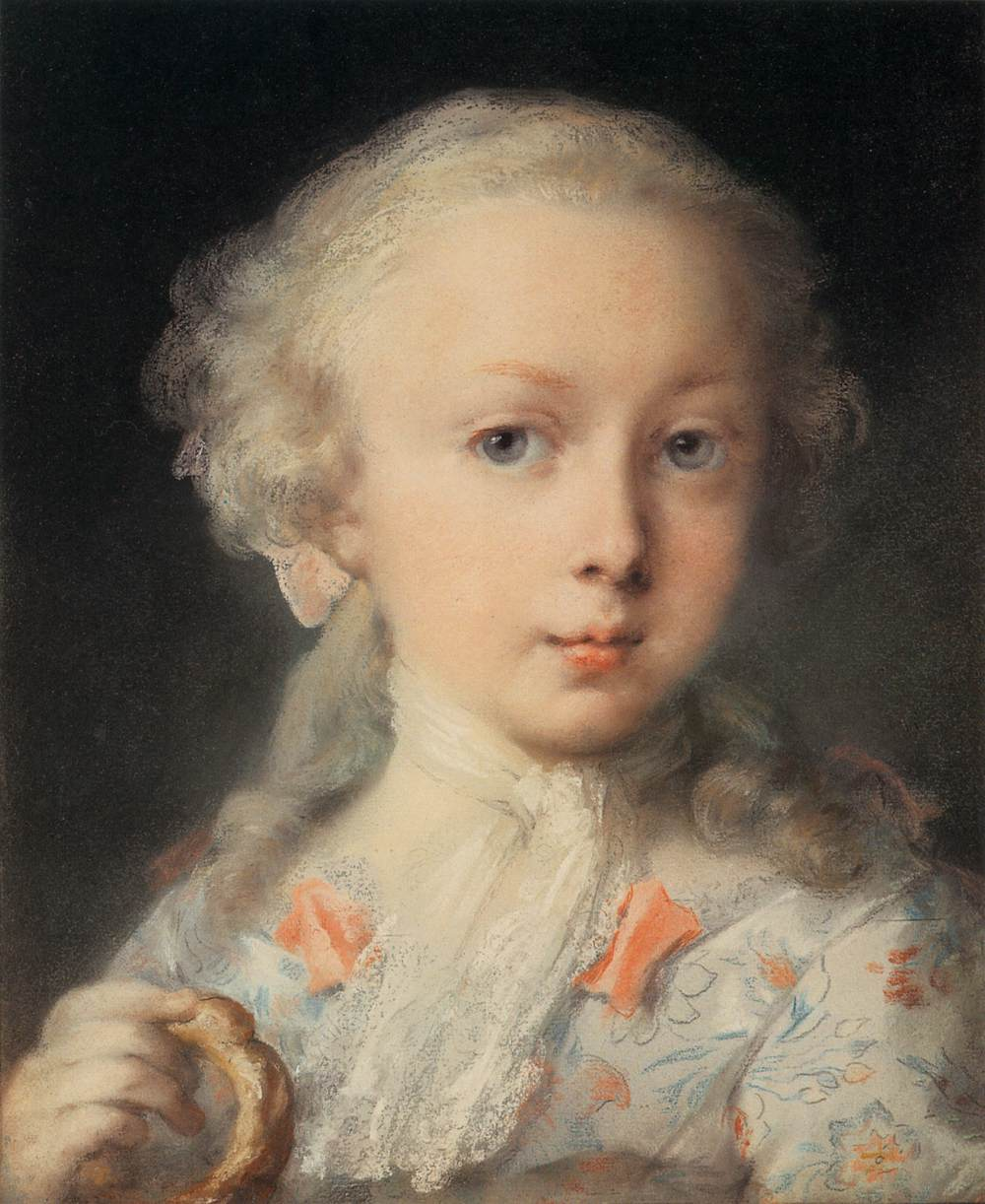
Mädchen aus der Familie Le Blond, um 1730 (?; Gallerie dell’Accademia, Venedig)
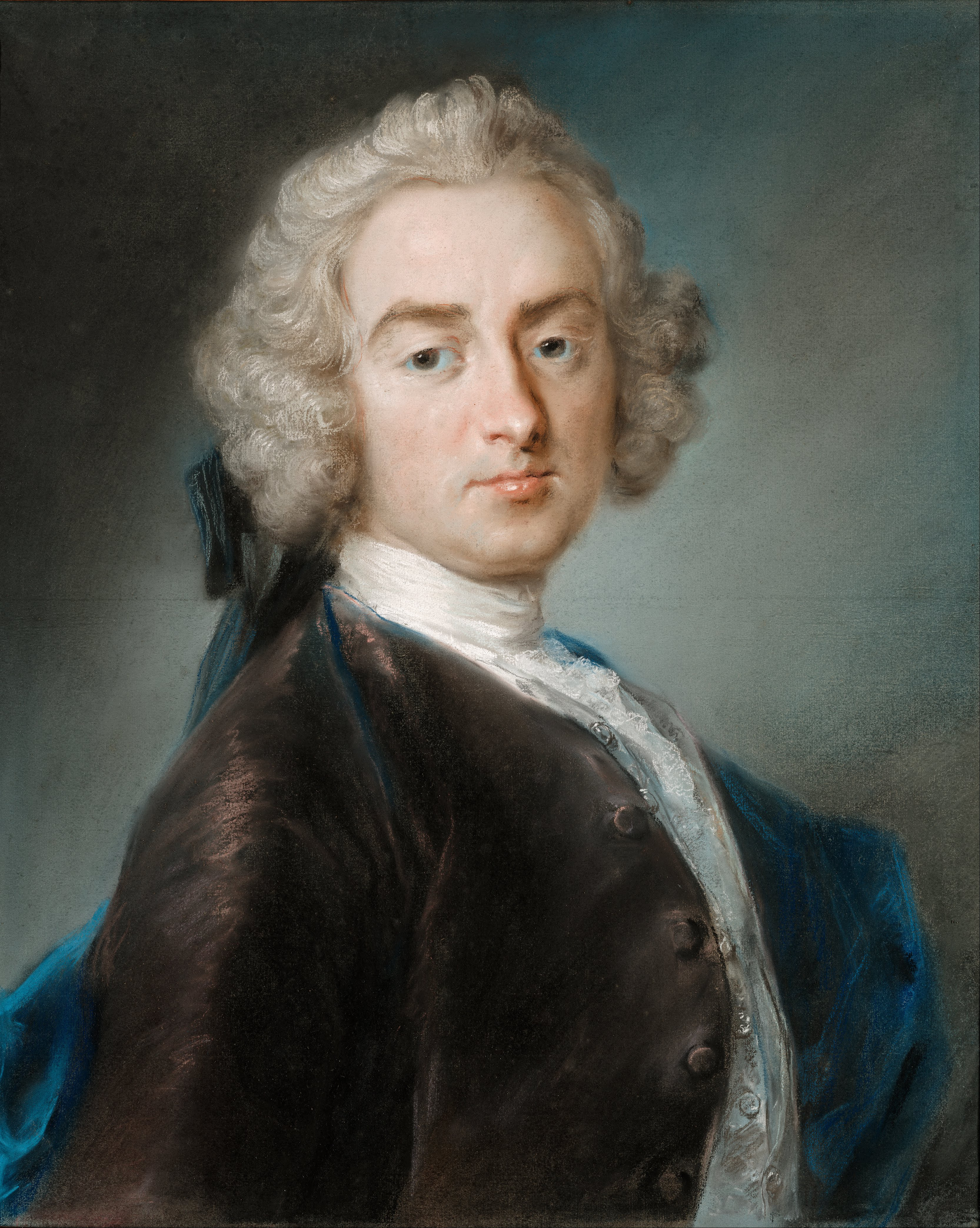
Sir James Gray, Second Baronet, 1744-1745 (Getty Center, Los Angeles)
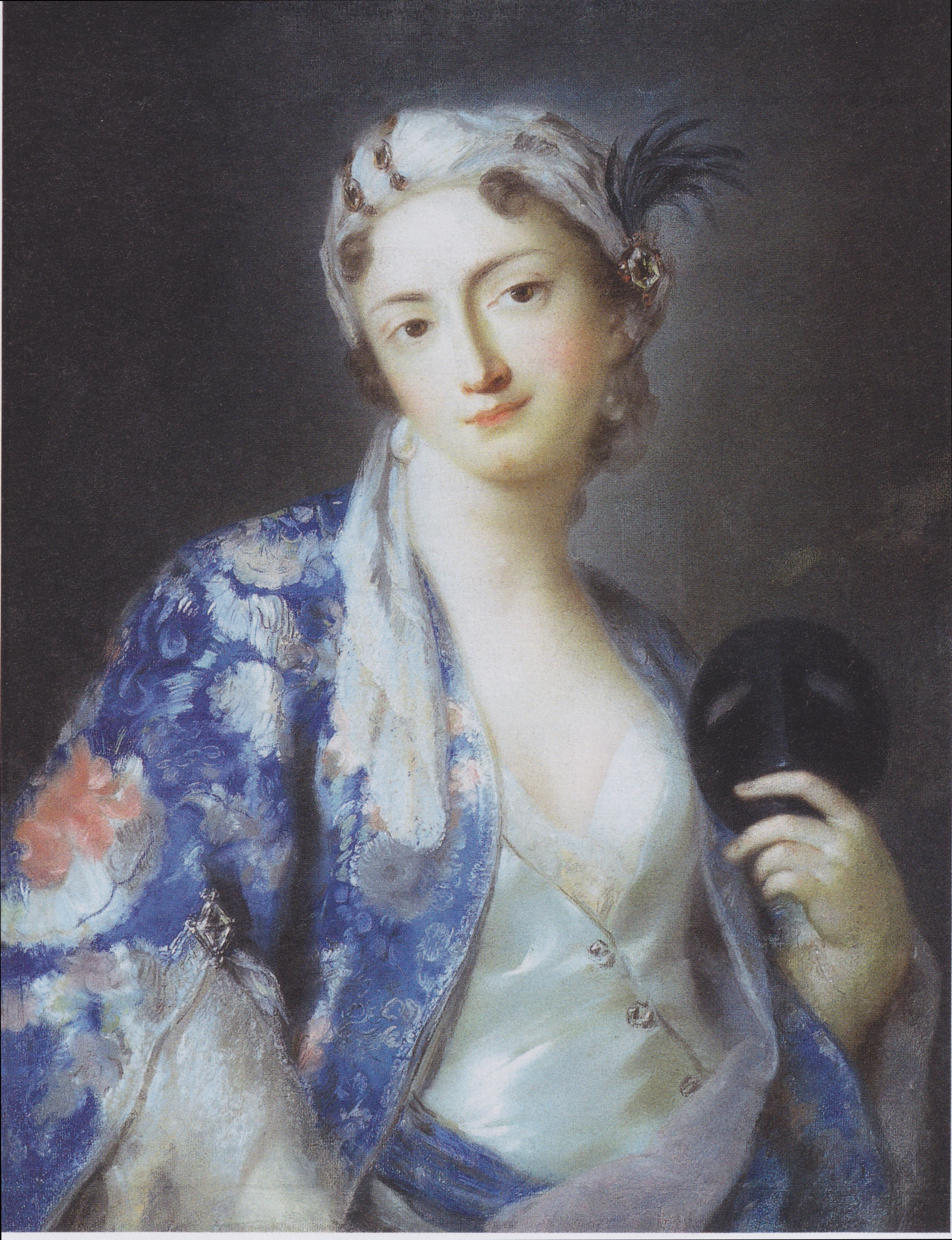
Dame im türkischen Kostüm (Felicita Sartori), ca. 1728-1741 (Uffizien, Florenz)